# 1885 ve fotografii
Tento článek obsahuje významné fotografické události v roce 1885.

## Události
- 15. ledna – Wilson Bentley pořídil první fotografii sněhové vločky na sametu.[1]
- 5. května – E. Himly patentoval elektrické osvětlovací zařízení pro fotoateliéry.[2]
- 20. listopadu – pražský hvězdář uherského původu Ladislaus Weinek jako první na světě vyfotografoval meteor.
- V Berlíně vznikl první světový institut pro fotogrammetrickou dokumentaci kulturních památek, který mezi lety 1885 a 1920 zdokumentoval asi 2 600 kulturních památek na přibližně 20 000 obrazů na skleněných deskách.

## Narození v roce 1885
- 31. ledna – Einar Erici, švédský lékař, varhanář a fotograf († 10. listopadu 1965)
- 24. února – Stanisław Ignacy Witkiewicz, polský dramatik, spisovatel, malíř a fotograf († 18. září 1939)
- 14. března – Hendrik Sartov, dánský fotograf a kameraman († 21. března 1970)
- 23. března – Arthur Benda, německý fotograf († 7. září 1969)
- 8. dubna – Alfred Cheney Johnston, americký fotograf († 17. dubna 1971)
- 8. dubna – Norman Clyde, americký horolezec, fotograf přírody a přírodovědec († 1972)
- 31. května – Alter Kacyzne, židovský spisovatel a fotograf († 7. července 1941)
- 12. září – Heinrich Hoffmann, německý fotograf a tvůrce nacistické propagandy († 16. prosince 1957)
- 15. října – Frank Hurley, australský fotograf († 16. ledna 1962)
- ? – Soiči Sunami, japonský modernistický fotograf (18. února 1885 – 12. listopadu 1971)
- ? – Jan Posselt, český fotograf (18. února 1885 – 31. května 1970)
- ? – Julian Bucmaňuk, ukrajinský malíř a fotograf aktivní později v Kanadě (3. července 1885 – 30. prosince 1967)
- ? – Merl laVoy, americký fotograf, kameraman dokumentárních filmů a cestovatel nesoucí titul „Moderní Marco Polo“  (14. prosince 1885 – 7. prosince 1953)
- ? – Monte Luke, australský fotograf, herec a režisér (1885–1962)
- ? – Wanda Herse, polská horolezkyně, fotografka krajin a hor, nezávislá ekonomická a sociální aktivistka (8. června 1885 – 23. července 1954)
- ? – Sophie Petersenová, dánská cestovatelka, geografka, geoložka, pedagožka, fotografka a spisovatelka (15. února 1885 – 11. října 1965)

## Úmrtí v roce 1885
- 12. ledna – Frédéric Martens, francouzsko-italský fotograf (* 16. prosince 1806)
- 28. března – Wilhelm Peder Daniel Cappelen (* 15. června 1829)
- 9. dubna – Félix Bonfils, francouzský fotograf (* 8. března 1831)
- 19. května – Daniël David Veth, nizozemský stavební inženýr, průzkumník a fotograf (* 17. února 1850)
- 7. června – Richard Beard, anglický fotograf a podnikatel (* 22. prosince 1801)
- 8. června – Pieter Oosterhuis, nizozemský průkopník fotografie (* 20. ledna 1816)
- 5. září – Walter Bentley Woodbury, britský fotograf a vynálezce (* 26. června 1834)
- 6. prosince – Marian Hooper Adamsová, americká prominentka a uznávaná amatérská fotografka (13. září 1843)
- ? – Mary Rosse, britská amatérská astronomka a průkopnická fotografka (* 1813)
- ? – Gaudenzio Marconi, švýcarský fotograf aktů a malíř italského původu (* 12. března 1841)
- ? – John McCosh, skotský armádní chirurg, který pořizoval dokumentární fotografie během své služby v Indii a Barmě (5. března 1805 – 18. ledna / 16. března 1885)